# Charles Risk
Charles Francis Risk, född 19 augusti 1897 i Central Falls i Rhode Island, död 26 december 1943 i Lincoln i Rhode Island, var en amerikansk jurist och politiker (republikan). Han var ledamot av USA:s representanthus 1935–1937 och 1939–1941.
Kongressledamot Francis Condon avgick 1935 och Risk fyllnadsvaldes till representanthuset. Risk förlorade omval 1936, vann i kongressvalet 1938 och förlorade igen i kongressvalet 1940.
Risk är begravd på St. Francis Cemetery i Pawtucket i Rhode Island.